# Cosmocampus profundus
Cosmocampus profundus és una espècie de peix de la família dels singnàtids i de l'ordre dels singnatiformes.

## Morfologia
- Els mascles poden assolir 20 cm de longitud total.[1][2]

## Reproducció
És ovovivípar i el mascle transporta els ous en una bossa ventral, la qual es troba a sota de la cua.

## Hàbitat
És un peix marí d'aigües profundes que viu entre 180-270 m de fondària.

## Distribució geogràfica
Es troba a l'est de Florida (Estats Units) i l'oest del Carib.